# Niederheimbach
Niederheimbach este o comună în districtul Mainz-Bingen , landul Rheinland-Pfalz , Germania. Niederheimbach se află într-o regiune viticolă, iar din anul 2003 face parte din patrimoniul cultural mondial UNESCO.
1. ↑  Alle politisch selbständigen Gemeinden mit ausgewählten Merkmalen am 31.12.2018 (4. Quartal) (în germană), Statistisches Bundesamt[*], arhivat din original la 10 martie 2019, accesat în 10 martie 2019